# مریم بهروزی
مریم بهروزی (زعفرانی بهروز) (زاده ۱۳۲۴ تهران - درگذشته ۲۹ بهمن ۱۳۹۰ تهران) فعال و زندانی سیاسی دوران پهلوی و نماینده ۴ دوره مجلس شورای اسلامی از حوزه انتخابیه تهران و بنیانگذار و دبیرکل جامعه زینب بود.

## بیانگذار حزب زنان اصولگرا
مریم بهروزی اولین بیانگذار حزب زنان اصولگرا و از مؤسسین جبهه پیروان خط امام و رهبری است. وی در خانواده‌ای مذهبی زادهٔ شد و از دوران کودکی توسط پدرش به فراگیری قرآن مشغول شد و در سن ۵ سالگی خواندن و نوشتن را آموخت و همزمان با تحصیل در مدرسه در حوزه فراگیری قرآن و معارف وارد شد و تحصیلات خود را در در زمینه معارف اسلامی، عرفان و فقه به پایان رساند و بعنوان استاد مدرس قرآن و تفسیر فعالیت خود را آغاز کرد. فعالیت‌های سیاسی او بازمی‌گردد به سالهای قبل از وقوع انقلاب که با تشکیل کانون‌های قرآن و تفسیر در مناطق مختلف تهران، جنبش مقاومت زنان مبارز قرآن پژوه را بیانگذاری نمود. او در یکی از جلسات سخنرانی‌هایش در مسجد قبا توسط مأمورین ساواک دستگیر و به زندان افتاد که این حبس تا وقوع انقلاب ادامه داشت.

## بعد از انقلاب
- عضویت در حزب جمهوری اسلامی
- نمایندگی مجلس شورای اسلامی در ۴ دوره متوالی (از دوره اول تا پایان دوره چهارم)
- نماینده منتخب مجلس شورای اسلامی در بین‌المجالس کشورهای اسلامی
- عضو کمیسیون اصل ۹۰ مجلس
- مسئول بخش قضایی دادگاه‌های مدنی خاص
- عضو هیئت رئیسه کمیسیون فرهنگ و ارشاد اسلامی
- عضو کمیسیون تحقیق و آئین‌نامه مجلس
- عضو هیئت رئیسه کمیسیون قضایی و عضو کمیسیون زنان، خانواده و جوانان و نماینده پارلمانی ایران و مدافع حقوق زنان در اتحادیه زنان پارلمان‌ها در بین‌المجالس و نماینده انتخابی مجلس در کنگره جهانی زن
- هشت سال رابط پارلمانی ایران در اتحادیه زنان بین‌المجالس
- مسئول بخش حقوق زنان در برنامه خانواده رادیو
- رئیس هیئت اعزامی از پارلمان ایران در سمپوزیوم جهانی حقوق بشر در مجارستان
- عضو فرهنگ عمومی به نمایندگی از مجلس شورای اسلامی
- عضو هیئت مؤسس و دبیرکل جامعه زینب
- عضو شورای مرکزی خانه احزاب ایران
- عضو هیئت مؤسس و شورای مرکزی جامعه اسلامی نمایندگان ادوار مجلس شورای اسلامی
- عضو هیئت مؤسس و شورای مرکزی جبهه پیروان خط امام و رهبری و مسئول واحد سیاسی
- عضو شورای هماهنگی نیروهای انقلاب
- استاد دانشگاه تهران و شهید بهشتی
- مدرس حوزه علمیه شهید شاه آبادی و شهید مدنی
- مشاور عالی در امور زنان بنیاد مستضعفان و جانبازان
- مشاور امور خانواده در سازمان جانبازان
- مشاور حقوقی و امور مجلس ریاست عالی بنیاد شهید و امور ایثارگران

## تالیفات
- پیام زینب ۱ - ۲ - ۳ - ۴ - ۵ - ۶
- زنان در عرصه سیاست
- صحیفه ولایت
دارای ۸ مجلد کتاب با عناوین
1. تساوی بر اساس عدالت (۲ جلد)
2. نظام مردم سالاری دینی
3. قطره ای از اقیانوس کوتر
4. انسان در آئینه قرآن
5. هاله ای از عفاف
6. نقش زنان در دوران دفاع مقدس
7. زینت پدر
8. مولود کعبه

## جامعه زینب
همزمان با حضور در حزب با پیشنهاد آیت‌الله بهشتی با این باور که زنان لازم است حزب مختص خود را با مدیریت زنانه داشته باشند و پس از تعطیلی حزب و مبنی بر ضرورت وجود احزاب در حاکمیت اسلامی اولین حزب اصولگرا تحت عنوان جامعه زینب تشکیل شد.

## حوزه علمیه حضرت زینب
مریم بهروزی همچنین حوزه علمیه زینب و کانون قرآن و عترت را تأسیس نمود.

## درگذشت
وی در ۲۹ بهمن ماه ۱۳۹۰ پس از تحمل سالها درد ناشی از بیماری سرطان درگذشت و در جوار فرزندش مهدی حاجی عباسی در گلزار شهدای بهشت زهرا به خاک سپرده شد.